# Maladie de Shwachman
La maladie de Shwachman ou syndrome de Shwachman-Diamond est une maladie génétique à caractère multisystémique.

## Dénomination
Mise en garde médicale
Le syndrome de Shwachman-Diamond (SDS) (OMIM260400) est une maladie multi-systémique génétique, de transmission autosomale récessive. Ce syndrome  a été initialement décrit en 1961 par Nezelof, dans les archives françaises de pédiatrie. En 1964, Shwachman, Diamond et al. offrent en anglais une description complète de 6 cas et donnent leur nom au syndrome.

## Bases moléculaires
L’anomalie génétique du SDS a été identifié en 2003 et concerne un gène dénommé SBDS. Ce gène code une protéine ribosomique qui se lie à un facteur d'élongation du ribosome eif6.
La très grande majorité des patients (près de 97 %) présente cette anomalie génétique et les mutations impliquées sont assez homogènes et dans 2/3 des cas il s’agit de la mutation composite p.Lys62X/ p.Cys84fs; ces deux mutations correspondent à des conversions géniques entre le gène et son pseudogène.

## Épidémiologie
Les données françaises permettent d’estimer l’incidence à la naissance à 1 cas pour 200 000 naissances soit environ 4 à 6 naissances par an en France, et près de 700 naissances par an dans le monde. 

## Signes d'appel et diagnostic
Son caractère multisystémique fait évoquer son diagnostic dans de nombreuses circonstances. Les signes d’appel peuvent être aussi variés qu’une détresse respiratoire néonatale avec dystrophie thoracique, une cytopénie modérée ou au contraire une pancytopénie, une diarrhée chronique, plutôt graisseuse avec retard de croissance voire un tableau d’anorexie rebelle néonatale, une cytolyse hépatique, un eczéma sévère, une ichtyose. Au bout du compte, l’association d’une neutropénie intermittente et d’une insuffisance pancréatique externe sont deux éléments majeurs qui sont pratiquement toujours présents. 

## Complications et prise en charge
À ce jour, les complications qui font la gravité de la maladie ne sont pas prédictibles et aucune corrélation entre des mutations particulières et des complications n’a été mise en évidence.
À l’état « basal », le suivi de ces patients est d’abord gastro-entérologique et hématologique. L’insuffisance pancréatique externe rend nécessaire un apport d’extraits pancréatiques régulier et adapté à l’alimentation et une surveillance des carences en vitamines liposolubles A, D, E et K. Le suivi hématologique est aussi nécessaire, quoique la neutropénie présente puisse être asymptomatique, ne nécessitant ni l’utilisation de facteur de croissance hématopoïétique, ni même d’antibiothérapie prophylactique. Une aide éducative apparaît très utile, car pratiquement tous les patients rencontrent des difficultés des apprentissages scolaires.
Le suivi peut être émaillé de complications. Les complications hématologiques concernent près de 40 % des patients et sont responsables de la majorité des décès précoces. Elles se manifestent par une majoration de la cytopénie avec une atteinte de la lignée plaquettaire ou érythrocytaire en dessous d’un certain seuil (hémoglobine < 7 g/dl ou plaquettes < 20 000/mm3). Une telle situation doit être explorée par un myélogramme et un examen cytogénétique de la moelle, afin de distinguer deux situations :
- une transformation maligne (leucémie aiguë ou myélodysplasie) clonale[6] ;
- une cytopénie réfractaire non clonale avec parfois des aspects dystrophiques de la moelle.

L’évolution de ces deux complications est très contrastée. Les transformations malignes sont peu sensibles à la chimiothérapie et la transplantation médullaire, seule approche curative, a des résultats médiocres[réf. souhaitée]. Les cytopénies réfractaires non clonales sont parfois transitoires et résolutives en moins de trois mois. Si elles persistent au-delà de trois mois, elles sont curables par une transplantation médullaire. À côté de ces épisodes hématologiques sévères, on observe parfois lors d’examen cytogénétique médullaire systématique, des clones comme un iso chromosome 7 ou une délétion interstitielle 20 q, sans valeur péjorative.
L’insuffisance pancréatique externe a un impact variable sur la vie quotidienne et l’état nutritionnel. Le transit des patients apparaît très sensible à l’alimentation, avec une très mauvaise tolérance des repas gras, mais parfois aussi des allergies alimentaires complexes. Les carences en vitamines liposolubles A, D, E et K sont très fréquentes et retentissent sur des nombreux autres organes et doivent être surveillées et compensées. Dans la toute petite enfance, une anorexie tenace avec dénutrition, une atrophie villositaire subtotale peuvent être observées. Parfois, une nutrition entérale, avec pose d’une gastrostomie, voire une nutrition parentérale sont nécessaires. Une cytolyse hépatique (marqué par des enzymes hépatiques parfois supérieures à dix fois les normes) ou une cholestase peuvent être présentes, usuellement non symptomatique.
Les complications osseuses concernant la cage thoracique peuvent avoir un retentissement néonatal avec un thorax étroit limitant l’autonomie respiratoire. L’atteinte des membres et du rachis entraine des complications après l’âge de la marche. La fragilité des cartilages est responsable d’épiphysiolyse et de malpositions coxo-fémorales. La dysplasie métaphysaire de l’extrémité inférieure des fémurs peut entrainer des défauts d’alignements des membres inférieurs et enfin des scolioses sévères peuvent être observées un peu avant ou durant la puberté. L’ensemble de ces complications et la déminéralisation induite par la carence en vitamine D peuvent se compliquer de fractures à l’âge adulte ou être responsables d’un handicap permanent dans la mobilité, avec marche en canard et douleurs chroniques. Cette atteinte explique en partie une petite taille finale parfois franchement inférieure à 150 cm, peu sensible à un traitement par hormone de croissance.
Les difficultés des apprentissages et retard intellectuel sont très fréquents. Ils varient depuis des difficultés psycho-affectives précoces avec des traits autistiques, jusqu’à une capacité intellectuelle sub-normale. Seulement un tiers des patients poursuivent un cursus scolaire complètement satisfaisant et sont autonomes à l’âge adulte avec une activité professionnelle.
Du fait des comorbidités, la fécondité des personnes porteuses d’une maladie de Shwachman est difficile à comparer à une population témoin mais n'est pas altérée.

## Prise en charge médicale
La prise en charge de la maladie de shwachman se conçoit à la fois au plus près du patient concerné (au domicile, avec son médecin référent), mais aussi avec une centralisation des informations, des décisions médicales centralisées au sein du dispositif centre de référence. 
Un document clé pour organiser cette prise en charge est le protocole national de diagnostic et de soins, rédigé par le centre de référence des neutropénies chroniques, et mis en ligne sur le site de l'HAS[source insuffisante]. Ce document offre à la fois une mise à jour (avril 2023) sur les différents aspects de cette maladie et propose des recommandations de suivi.